# Morze otwarte (geografia)

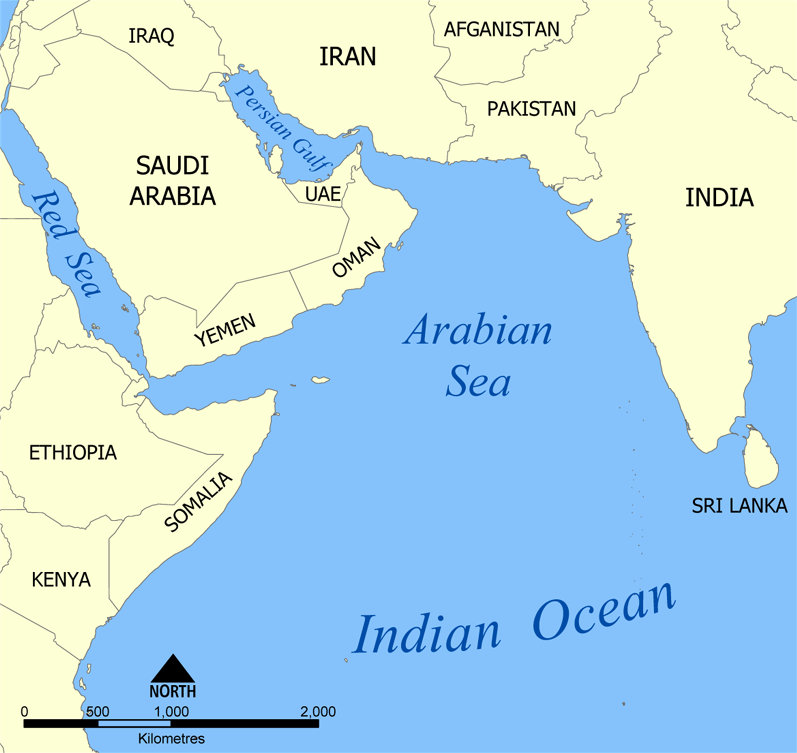
Morze Arabskie jest szeroko połączone z Oceanem Indyjskim

Morze otwarte – morze szeroko połączone z oceanem, może być oddzielone od niego podmorskim progiem. Przykładem morza otwartego jest Morze Arabskie.
W niektórych ujęciach morza tego typu klasyfikowane są jako morza przybrzeżne.